# Delhi Cantonment
Delhis garnisonsby, officielt Delhi Cantonment, er en by som står under militær administration i det indiske unionsterritorium National Capital Territory of Delhi. Byen er beliggende i distriktet New Delhi og er en forstad til Delhi. Garnisonsbyen havde 110.351 indbyggere ved folketællingen 2011.